# Don Pasquale
Don Pasquale – opera buffa w trzech aktach autorstwa Gaetana Donizettiego. Libretto napisał Giovanni Ruffini. Premiera odbyła się 3 stycznia 1843 w Théâtre Italien w Paryżu.
Treść:
AKT I
Odsłona 1
Bogaty stary kawaler Don Pasquale pragnie się ożenić, aby tym sposobem wydziedziczyć swego siostrzeńca Ernesta, który chce zawrzeć związek małżeński wbrew woli wuja, ale nie może tego uczynić bez finansowego wsparcia z jego strony. O znalezienie odpowiedniej kandydatki poprosił Pasquale swego przyjaciela doktora Malatestę. Ten oświadcza mu, że najodpowiedniejszą osobą będzie jego własna siostra, Sofronia, ciche i skromne dziewczę wychowane w klasztorze. Ernesto, dowiedziawszy się o planach wuja, jest zrozpaczony, a jego gniew kieruje się przeciwko doktorowi, którego podejrzewa o zdradę łączącej ich dotąd przyjaźni.
Odsłona 2
Narzeczona Ernesta, Norina, czyta list, w którym Ernesto donosi jej o matrymonialnych planach wuja, jednak odwiedzający ją doktor Malatesta wyjaśnia, iż po to właśnie przyjął rolę swata Don Pasquala, aby dopomóc jej i Ernestowi. Według pomysłu doktora to właśnie ona, Norina, ma być przedstawiona Don Pasqualowi jako Sofronia, a po podpisaniu fikcyjnego kontraktu ślubnego tak mu uprzykrzy życie, że ten, aby się jej pozbyć, zgodzi się na wszelkie warunki. Norina przy wtórze doktora wesoło przygotowuje się do wymyślonej dla niej roli.
AKT II
Ernesto, który nie wie o sprytnym planie doktora Malatesty ubolewa nad swym smutnym losem. Tymczasem do domu Don Pasquala przybywa doktor z przebraną odpowiednio Noriną, którą Don Pasquale jest tak oczarowany, że z miejsca posyła po notariusza aby spisać akt ślubu. Przybywa podstawiony notariusz. Doktor dyktuje mu akt, na mocy którego rzekoma Sofronia zostaje właścicielką połowy majątku swego małżonka. Ernesto, któremu Malatesta na stronie wyjaśnił swój sprytny plan, chętnie składa swój podpis na akcie, jako świadek. Po podpisaniu owego kontraktu zachowanie Noriny ulega nagłej zmianie. Ze skromnej i potulnej dziewczyny przekształca się w nieznośną despotkę i poczyna wydawać dyspozycje, które grożą jej rzekomemu małżonkowi ruiną finansową. Don Pasquale jest zdumiony i przerażony tą metamorfozą.
AKT III
Odsłona 1
Don Pasquale ma w domu istne piekło. Rzekoma Sofronia tyranizuje go bezlitośnie. Przyjęła cały legion służby, a w różnych sklepach pozamawiała kosztowne stroje. Teraz oświadcza nieszczęsnemu Pasqualowi, że wybiera się do teatru i wróci dopiero nad ranem. Jednakże wychodząc niby niechcący upuszcza liścik, z którego wynika, że zamiast iść do teatru ma się w ogrodzie spotkać z kochankiem. Wściekły Don Pasquale każe sprowadzić doktora Malatestę i czyni mu gorzkie wyrzuty. Doktor wysłuchuje spokojnie jego skarg i proponuje plan przyłapania wiarołomnej żony na gorącym uczynku, co usłyszawszy Don Pasquale odzyskuje dobry humor, wyrażony w kapitalnym duecie z doktorem.
Odsłona 2
W ogrodzie Ernesto przy wtórze odległego chóru śpiewa sentymentalną serenadę. Zbliża się do niego Norina i oboje oddają się marzeniom o bliskim już szczęściu. Widząc nadchodzącego Don Pasquala Ernesto kryje się wśród krzewów. Don Pasquale zastaje Norinę samą. Żąda, aby wyjawiła mu imię kochanka, a wobec odmowy oświadcza, iż będzie musiała ona opuścić jego dom, ponieważ postanowił właśnie zgodzić się na małżeństwo Ernesta z Noriną i sprowadzić ich oboje do siebie. Na to spośród drzew wyłania się Ernesto. Sytuacja wyjaśnia się: Don Pasquale dowiaduje się, że Sofronia i Norina to jedna i ta sama osoba. Początkowo zdumiony i zły, w końcu jednak wybacza wszystkim odegraną przed nim komedię i cała historia kończy się szczęśliwie.
/Józef Kański
https://www.opera.krakow.pl/pl/repertuar/spektakl/418/don-pasquale

## Osoby
- Don Pasquale, stary kawaler – bas
- Dr Malatesta, lekarz – baryton
- Ernesto, siostrzeniec Pasqualego – tenor
- Norina, młoda wdowa, ukochana Ernesta – sopran
- Notariusz, kuzyn Malatesty Carlino – bas

## Streszczenie
czas akcji: początek XIX wieku
miejsce akcji: Rzym

### Akt pierwszy
Sceny 1.-3.: pokój w domu Don Pasquala, 9 rano
Ernesto odrzucił kobietę, którą jego wuj dla niego znalazł, w konsekwencji czego ma zostać wydziedziczony. Ernesto deklaruje swoje oddanie względem młodej, ale biednej, wdowy Noriny. Widząc determinację Ernesta Don Pasquale postanawia ożenić się w późnym wieku i spłodzić dziedzica i niespokojnie oczekuje na swojego doktora, Dr. Malatestę, który jest zdecydowany pokazać Don Pasqualowi jego głupotę, lecz udaje poszukiwania odpowiedniej narzeczonej.